# فالي غروف (فرجينيا الغربية)
فالي غروف ( فيرجينيا الغربية) (بالإنجليزية: Valley Grove, West Virginia) هي قرية تقع في الولايات المتحدة في Ohio County. يقدر عدد سكانها بـ 378 نسمة ومساحتها 1.42 كم2 وترتفع عن سطح البحر 284 متر.

## التركيبة السكانية
قام مكتب تعداد الولايات المتحدة بتحديد بيانات التركيبة السكانية لفالي غروف في تعداد الولايات المتحدة. في ما يلي، التركيبة السكانية حسب تعدادي 2000 و2010.

### تعداد عام 2000
بلغ عدد سكان فالي غروف 405 نسمة بحسب تعداد عام 2000، وبلغ عدد الأسر 158 أسرة وعدد العائلات 121 عائلة مقيمة في القرية. في حين سجلت الكثافة السكانية 717.8 نسمة لكل ميل مربع (277.1/كم2). وبلغ عدد الوحدات السكنية 164 وحدة بمتوسط كثافة قدره 290.7 نسمة لكل ميل مربع (112.2/كم2).
وتوزع التركيب العرقي للقرية بنسبة 99.51% من البيض و 0.25% من الأمريكيين الأفارقة و 0.25% من عرقين مختلطين أو أكثر.
بلغ عدد الأسر 158 أسرة كانت نسبة 36.1% منها لديها أطفال تحت سن الثامنة عشر تعيش معهم، وبلغت نسبة الأزواج القاطنين مع بعضهم البعض 56.3% من أصل المجموع الكلي للأسر، ونسبة 14.6% من الأسر كان لديها معيلات من الإناث دون وجود شريك، وكانت نسبة 22.8% من غير العائلات. تألفت نسبة 20.9% من أصل جميع الأسر من أفراد ونسبة 8.2% كانوا يعيش معهم شخص وحيد يبلغ من العمر 65 عاماً فما فوق. وبلغ متوسط حجم الأسرة المعيشية 2.92، أما متوسط حجم العائلات فبلغ 2.56.
بلغ العمر الوسطي للسكان 38 عاماً. وكانت نسبة 25.2% من القاطنين تحت سن الثامنة عشر، وكانت نسبة 6.7% بين الثامنة عشر والأربعة وعشرون عاماً، ونسبة 29.1% كانت واقعةً في الفئة العمرية ما بين الخامسة والعشرون حتى والأربعة وأربعون عاماً، ونسبة 22.5% كانت ما بين الخامسة والأربعون حتى الرابعة والستون، ونسبة 16.5% كانت ضمن فئة الخامسة والستون عاماً فما فوق. يوجد لكل 100 أنثى 92.9 ذكر، ويوجد لكل 100 أنثى في الثامنة عشر من عمرها فما فوق 93.0 ذكر.
بلغ متوسط دخل الأسرة في القرية 27,813 دولار، أما متوسط دخل العائلة فبلغ 30,000 دولار. وكان متوسط دخل الذكور 25,179 دولار مقابل 17,125 دولار للإناث. وسجل دخل الفرد الخاص بالقرية 20,542 دولار. وكانت نسبة 6.5% من العائلات ونسبة 8.7% من السكان تحت خط الفقر، وكان من هؤلاء نسبة 8.8% تحت سن الثامنة عشر ونسبة 5.3% في الخامسة والستين من العمر وما فوق.

### تعداد عام 2010
بلغ عدد سكان فالي غروف 378 نسمة بحسب تعداد عام 2010، وبلغ عدد الأسر 167 أسرة وعدد العائلات 115 عائلة مقيمة في القرية. في حين سجلت الكثافة السكانية 687.3 نسمة لكل ميل مربع (265.4/كم2). وبلغ عدد الوحدات السكنية 177 وحدة بمتوسط كثافة قدره 321.8 لكل ميل مربع (124.2/كم2).
وتوزع التركيب العرقي للقرية بنسبة 98.9% من البيض و 0.5% من الأمريكيين الأصليين و 0.5% من عرقين مختلطين أو أكثر.
بلغ عدد الأسر 167 أسرة كانت نسبة 26.9% منها لديها أطفال تحت سن الثامنة عشر تعيش معهم، وبلغت نسبة الأزواج القاطنين مع بعضهم البعض 49.7% من أصل المجموع الكلي للأسر، ونسبة 11.4% من الأسر كان لديها معيلات من الإناث دون وجود شريك، بينما كانت نسبة 7.8% من الأسر لديها معيلون من الذكور دون وجود شريكة وكانت نسبة 31.1% من غير العائلات. تألفت نسبة 22.8% من أصل جميع الأسر من أفراد ونسبة 9.6% كانوا يعيش معهم شخص وحيد يبلغ من العمر 65 عاماً فما فوق. وبلغ متوسط حجم الأسرة المعيشية 2.63، أما متوسط حجم العائلات فبلغ 2.26.
بلغ العمر الوسطي للسكان 46 عاماً. وكانت نسبة 19.3% من القاطنين تحت سن الثامنة عشر، وكانت نسبة 5.5% بين الثامنة عشر والأربعة وعشرون عاماً، ونسبة 23.6% كانت واقعةً في الفئة العمرية ما بين الخامسة والعشرون حتى والأربعة وأربعون عاماً، ونسبة 34.2% كانت ما بين الخامسة والأربعون حتى الرابعة والستون، ونسبة 17.5% كانت ضمن فئة الخامسة والستون عاماً فما فوق. وتوزع التركيب الجنسي للسكان بنسبة 48.7% ذكور و51.3% إناث.